# Municipio de Dimond
El municipio de Dimond (en inglés: Dimond Township) es un municipio ubicado en el condado de Burke en el estado estadounidense de Dakota del Norte. En el año 2010 tenía una población de 17 habitantes y una densidad poblacional de 0,18 personas por km².

## Geografía
El municipio de Dimond se encuentra ubicado en las coordenadas 48°41′55″N 102°24′59″O / 48.69861, -102.41639. Según la Oficina del Censo de los Estados Unidos, el municipio tiene una superficie total de 92.47 km², de la cual 85,02 km² corresponden a tierra firme y (8,06 %) 7,45 km² es agua.

## Demografía
Según el censo de 2010, había 17 personas residiendo en el municipio de Dimond. La densidad de población era de 0,18 hab./km². De los 17 habitantes, el municipio de Dimond estaba compuesto por el 100 % blancos. Del total de la población el 0 % eran hispanos o latinos de cualquier raza.